# 2541 Edebono
2541 Edebono је астероид главног астероидног појаса чија средња удаљеност од Сунца износи 2,933 астрономских јединица (АЈ).
Апсолутна магнитуда астероида је 12,1.